# 卡拉辛 (薩爾內區)
51°28′30″N 26°50′2″E / 51.47500°N 26.83389°E
卡拉辛（烏克蘭語：Карасин）是位於烏克蘭西部里夫內州的村落，由薩爾內區的克萊西夫市鎮管轄，始建於1650年，面積1.24平方公里，海拔高度147米，2021年人口678，人口密度每平方公里530.4人。